# Beau Biden
Joseph Robinette "Beau" Biden III (Wilmington, 3 de febrero de 1969-Bethesda, 30 de mayo de 2015) fue un abogado, político y militar estadounidense, funcionario del Cuerpo del Juez-Abogado General del Ejército de los Estados Unidos. Ejerció como 44.º fiscal general de Delaware de 2007 a 2015 y fue mayor en la Guardia Nacional del Ejército de Delaware en la guerra de Iraq. Era el hijo mayor del 46.° presidente de Estados Unidos, Joe Biden, y Neilia Hunter.

## Primeros años y familia

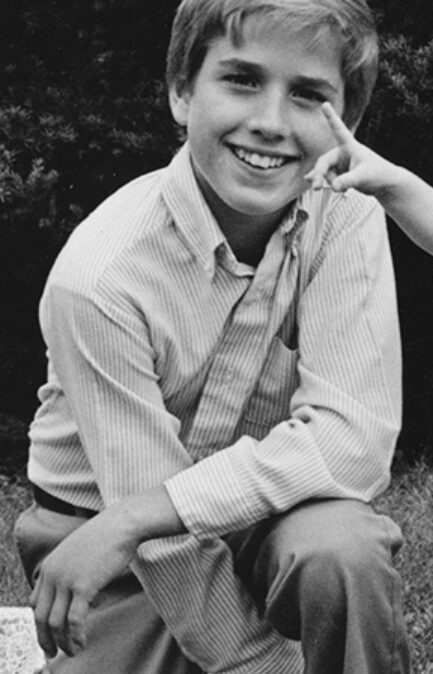
Beau Biden cuando era niño, c. 1980

Joseph Robinette "Beau" Biden III nació en Wilmington (Delaware) el 3 de febrero de 1969. Fue el primer hijo de Joe Biden (quien se convertiría en senador, vicepresidente y presidente de los EE. UU.) y su primera esposa, Neilia Hunter. El 18 de diciembre de 1972, la madre y la hermana pequeña de Beau, Naomi, murieron en un accidente automovilístico mientras hacían compras navideñas. Beau tenía poco menos de cuatro años y su hermano, Hunter, tenía poco menos de tres años. Ambos se encontraban también en el automóvil cuando ocurrió el accidente y resultaron gravemente heridos, pero sobrevivieron. Beau sufrió múltiples fracturas de huesos, mientras que Hunter sufrió lesiones en el cráneo y daño cerebral traumático severo. Pasaron varios meses en el hospital, donde su padre prestó juramento para el Senado dos semanas después del accidente, junto a ellos.
Según algunos relatos, Beau y Hunter animaron a su padre a casarse de nuevo, llegando incluso a preguntarle "cuándo vamos a casarnos". En junio de 1977, su padre se casó con Jill Jacobs, a quien Beau acogió como madrastra. Su media hermana, Ashley, nació en 1981.
Beau Biden se casó con Hallie Olivere en 2002. Tuvieron dos hijos: su hija Natalie Naomi (nacida en 2004) y su hijo Robert Hunter II (nacido en 2006).

## Carrera
Biden se graduó en la Archmere Academy, alma mater de la escuela secundaria de su padre, y en la Universidad de Pensilvania en 1991, donde fue miembro de la fraternidad Psi Upsilon. También se graduó en la Facultad de Derecho de la Universidad de Siracusa, al igual que su padre. Después de graduarse en Derecho, trabajó como asistente judicial para el juez Steven McAuliffe del Tribunal de Distrito de los Estados Unidos para el Distrito de New Hampshire. De 1995 a 2004, trabajó en el Departamento de Justicia de los Estados Unidos en Filadelfia, primero como asesor de la Oficina de Desarrollo de Políticas y luego como fiscal federal en la Oficina del Procurador Federal.
Biden estuvo en Kosovo después de la guerra de Kosovo (1998-1999), trabajando en nombre de la OSCE para formar a jueces y fiscales para el sistema judicial local. En 2004 se convirtió en socio del bufete de abogados Bifferato, Gentilotti, Biden & Balick, donde trabajó durante dos años, antes de ser elegido Fiscal General de Delaware.
Cuando Joe Biden fue nominado para vicepresidente en la Convención Nacional Demócrata de 2008, Beau lo presentó. Muchos delegados lloraron por su discurso, en el que relató el accidente automovilístico en el que murieron su madre y su hermana y el posterior compromiso que su padre hizo con sus hijos.

## Servicio militar
Biden se unió anteriormente a la Guardia Nacional del Ejército de Delaware, en 2003, y asistió al Centro Jurídico y Escuela del Juez-Abogado General en la Universidad de Virginia. Obtuvo el rango de mayor en el Cuerpo del Juez-Abogado General como parte de la 261.ª Brigada de Señales Tácticas de Teatro en Smyrna (Delaware).
La unidad de Biden fue puesta en marcha para desplegarse en Iraq el 3 de octubre de 2008 y fue enviada a Fort Bliss (Texas) para recibir entrenamiento previo al despliegue. Este fue el día después de que su padre participara en el único debate vicepresidencial de la campaña electoral de 2008. Su padre dijo durante un mitin: "No quiero que [mi hijo] se vaya. Pero les diré algo, no quiero que mi nieto o mis nietas regresen en 15 años, así que la forma en que nos vamos hace una gran diferencia".
Beau Biden viajó a Washington D. C. desde Iraq en enero de 2009 para la investidura presidencial y el juramento de su padre como vicepresidente, luego regresó a Iraq. Biden recibió una visita en Camp Victory (Bagdad) de su padre el 4 de julio de 2009.
Regresó de Iraq en septiembre de 2009 después de completar su período de servicio activo de un año que incluyó un despliegue de siete meses en la zona de combate. Durante su despliegue, anunció que continuaría sirviendo activamente como fiscal general de Delaware trabajando en conjunto con el personal superior de su oficina en Delaware, aunque un miembro de su unidad relató que Biden dijo haber entregado la mayor parte de su trabajo de fiscal general a su jefe adjunto para centrarse en sus funciones en Iraq.
Biden recibió la Medalla de la Estrella de Bronce por su servicio en Iraq. El jefe de Estado Mayor del Ejército, Raymond Odierno, pronunció la elegía en el funeral de Biden y le otorgó la Legión al Mérito póstuma por su servicio en la Guardia Nacional de Delaware, afirmando que "Beau Biden poseía los rasgos que he presenciado solo en los líderes más grandes". También recibió póstumamente la Cruz de Servicio Conspicuo de Delaware, que es "otorgada por heroísmo, servicio meritorio y logros sobresalientes".

## Carrera política

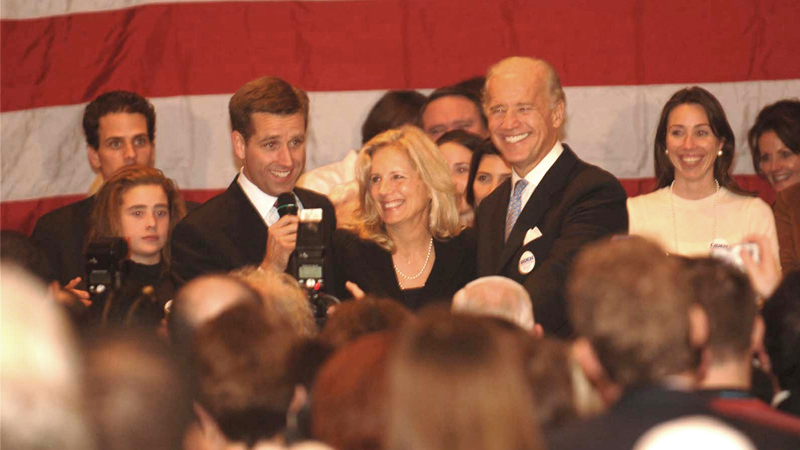
Biden dando su discurso de victoria después de ser elegido fiscal general de Delaware en 2006, al lado de su padre y su madrastra

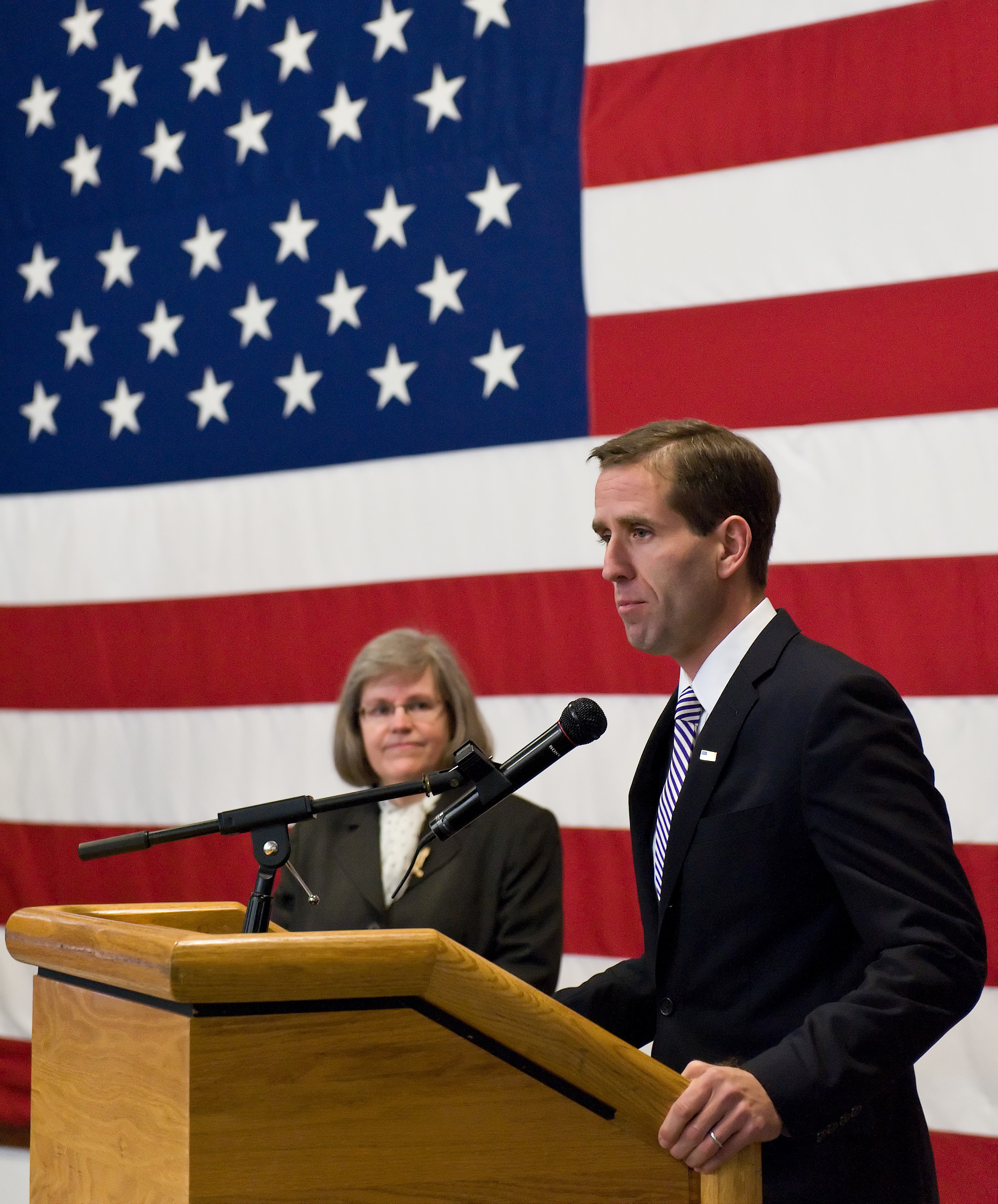
Biden y Holly Petraeus en 2012

En su primera candidatura a un cargo político, Biden se postuló para fiscal general de Delaware en 2006. El oponente de Biden era un fiscal estatal veterano y fiscal federal adjunto, Ferris Wharton. Los principales temas de la campaña incluyeron la experiencia de los candidatos y los esfuerzos propuestos para abordar a los delincuentes sexuales, los depredadores de Internet, el abuso de personas mayores y el abuso doméstico. Biden ganó las elecciones por aproximadamente cinco puntos porcentuales.
Después de ser elegido, nombró al exfiscal general de Delaware y juez internacional Richard S. Gebelein como fiscal general adjunto jefe, y el exfiscal general adjunto Richard G. Andrews fue designado fiscal estatal. Como fiscal general, Biden apoyó e hizo cumplir requisitos de registro más estrictos para los delincuentes sexuales.

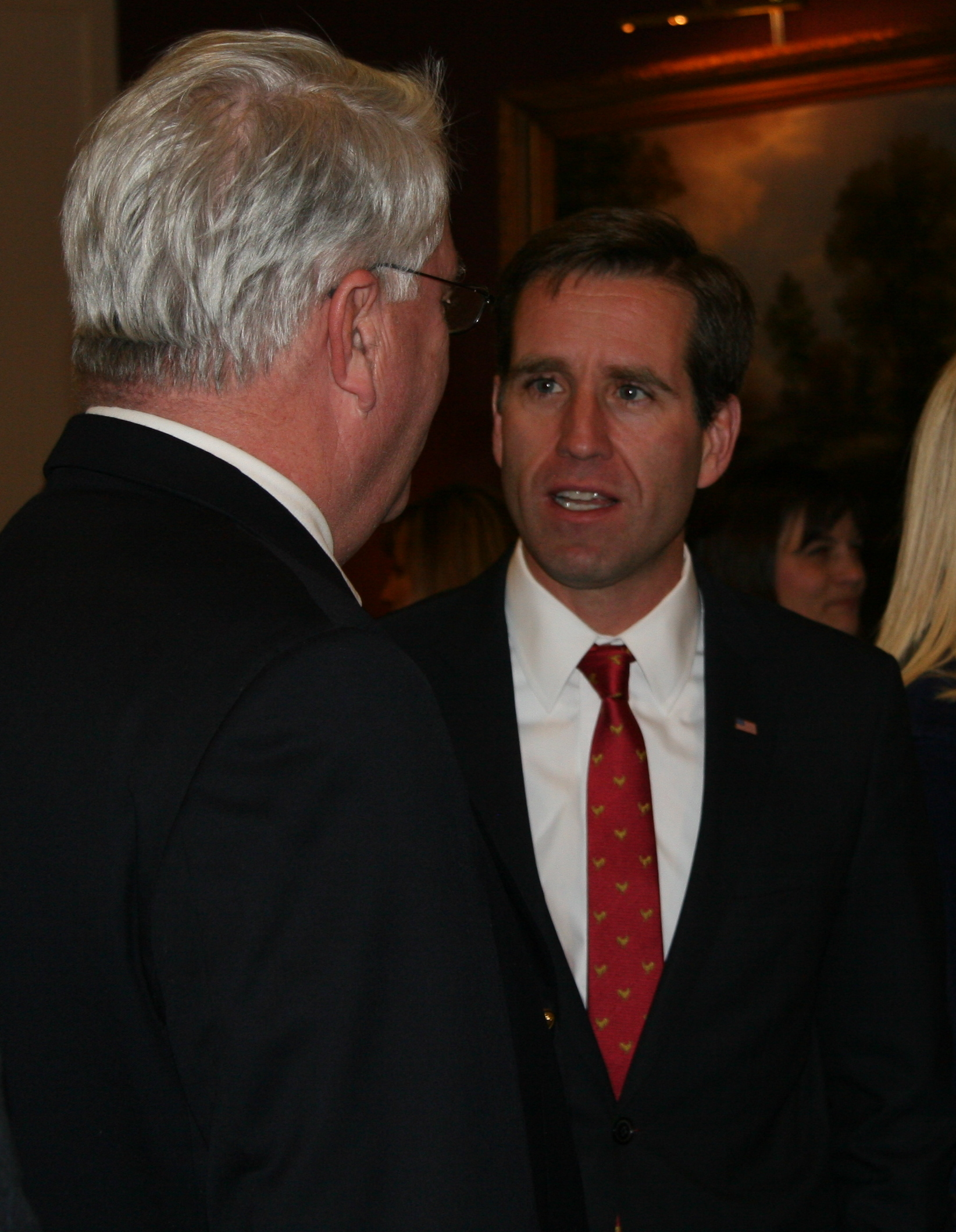
El secretario de agricultura de Delaware, Ed Kee, y Beau Biden en 2013

Joe Biden renunció al Senado después de su elección de 2008 a la vicepresidencia. La gobernadora Ruth Ann Minner nombró al exasesor de Joe Biden, Ted Kaufman, para ocupar el puesto vacante, pero Kaufman dejó en claro que no sería candidato en las elecciones especiales del Senado de los Estados Unidos de 2010 en Delaware. Impulsó la especulación de que Beau se postularía en ese momento. El padre de Biden declaró después del anuncio del nombramiento de Kaufman: "No es ningún secreto que creo que mi hijo, el fiscal general, sería un gran senador de los Estados Unidos, así como creo que ha sido un gran fiscal general. Pero Beau ha dejado claro desde el momento en que ingresó a la vida pública que cualquier cargo que buscara lo ganaría por su cuenta... Si elige presentarse para el Senado en el futuro, tendrá que postularse y ganar por su cuenta. Él no lo conseguiría de otra manera”.
En octubre de 2009, Biden declaró que estaba considerando postularse para el Senado y que tomaría una decisión final en enero. El 25 de enero, Biden confirmó que renunciaría a una candidatura al Senado para centrarse mejor en juicio contra Earl Bradley, un violador de niños en serie condenado.
El 2 de noviembre de 2010, fue reelegido sin dificultades para un segundo mandato como fiscal general de Delaware, superando al candidato del Partido Independiente de Delaware, Doug Campbell, por un amplio margen.

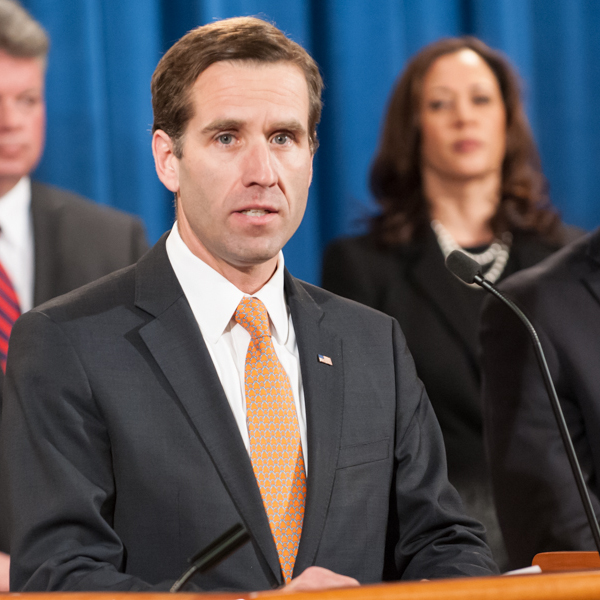
Beau Biden realizando declaraciones en el Departamento de Justicia como fiscal general de Delaware en 2013; en el fondo, Kamala Harris (entonces fiscal general de California), quien luego serviría como vicepresidente de los Estados Unidos durante la presidencia de su padre Joe Biden.

Biden fue criticado por su trato en el proceso contra Robert H. Richards IV, heredero de la poderosa familia Du Pont de Delaware, acusado de agredir sexualmente a su hija menor. En 2008, la oficina de Biden acusó a Richards de dos cargos de violación en segundo grado, cargos punibles con un mínimo de 20 años de prisión, pero más tarde ese año, su oficina llegó a un acuerdo con Richards en el que este se declaró culpable de un cargo de violación en cuarto grado y fue sentenciado por el juez Jan Jurden a ocho años de libertad condicional. Al defender el acuerdo de culpabilidad y la sentencia de Jurden en una carta a The News Journal, Biden escribió: "Este no fue un caso sólido y una pérdida en el juicio era una posibilidad clara", y dijo que el juez "ejerció una sana discreción".
Biden no buscó la reelección para un tercer mandato como fiscal general en 2014. En la primavera de ese año, anunció su intención de postularse para gobernador de Delaware en las elecciones de 2016 para suceder al gobernador demócrata Jack Markell, que había llegado al límite de mandato. En el momento del anuncio, el cáncer que terminaría con la vida de Biden en 2015, diagnosticado en 2013, estaba en remisión.
|  | 52,5 % |

|  | 47,4 % |

|  | 100 % |

|  | 78,9 % |

|  | 21,1 % |

|  | 0,08 % |

|  | 100 % |

## Enfermedad y muerte

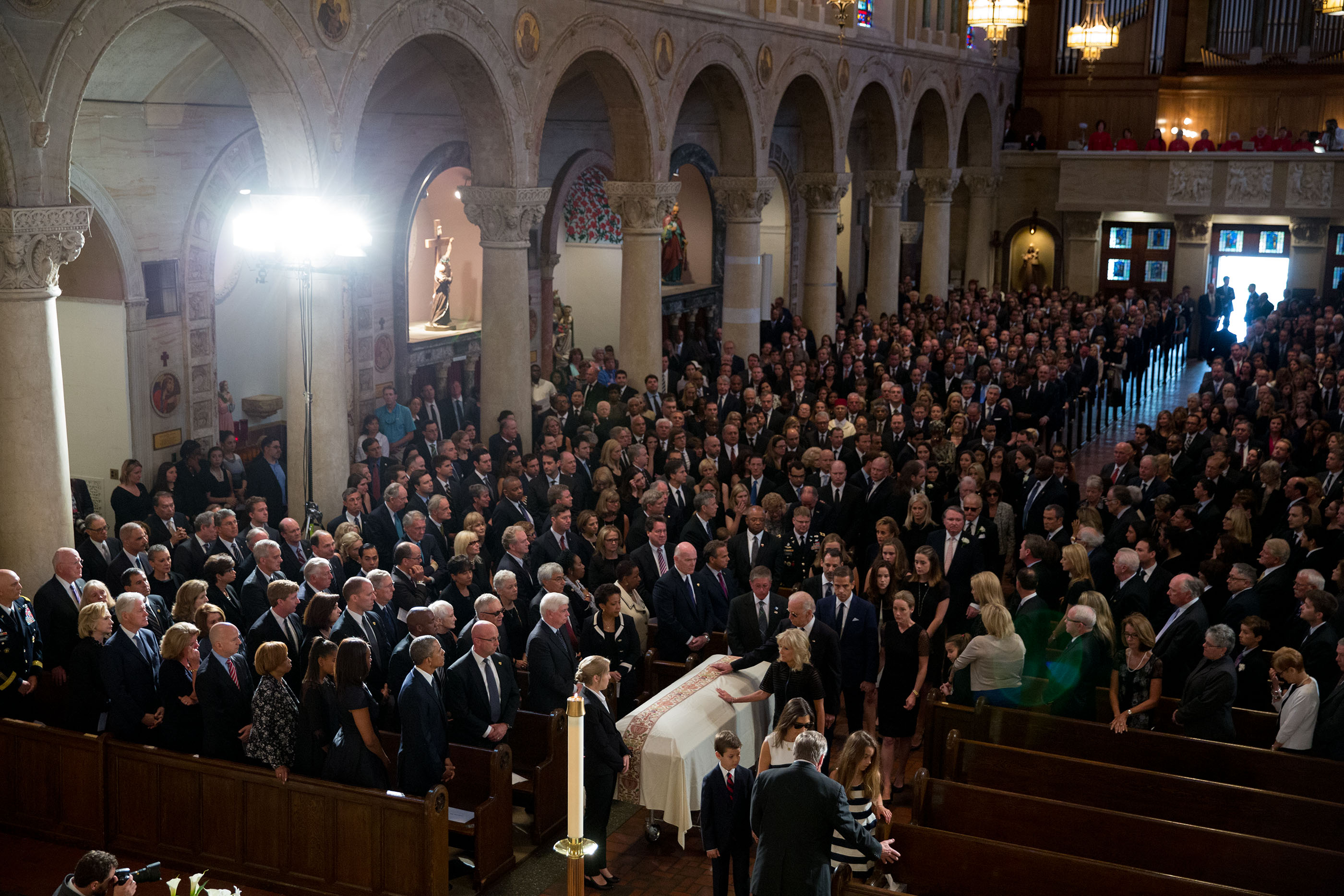
Misa fúnebre de Beau Biden en la iglesia católica de St. Anthony of Padua, Wilmington

Según su padre, Beau fue diagnosticado con espondilitis anquilosante en 2001 después de regresar del servicio en Kosovo. Más tarde le diagnosticaron cáncer cerebral, que su padre cree que posiblemente fue una consecuencia de la exposición a los burn pits (pozos de quema) militares en Iraq.
Durante los últimos años de su vida, Biden sufrió un tumor cerebral. En mayo de 2010, ingresó en el Christiana Hospital en Newark (Delaware), después de quejarse de dolores de cabeza, entumecimiento y parálisis. Las autoridades dijeron que había sufrido un derrame cerebral leve. Más tarde ese mes, Biden fue trasladado al Hospital de la Universidad Thomas Jefferson en Filadelfia y se mantuvo en observación durante varios días.
En agosto de 2013, Biden ingresó en el Centro Oncológico MD Anderson de la Universidad de Texas en Houston y le diagnosticaron glioblastoma multiforme, un tipo agresivo de cáncer cerebral, tras experimentar lo que los funcionarios de la Casa Blanca describieron como "un episodio de desorientación y debilidad". En ese momento se eliminó una lesión. Biden se sometió a tratamientos de radiación y quimioterapia y el cáncer se mantuvo estable. El 20 de mayo de 2015, ingresó en el Centro Médico Militar Nacional Walter Reed en Bethesda (Maryland) debido a la reaparición del cáncer cerebral. Allí murió diez días después, el 30 de mayo de 2015, a la edad de 46 años. Su funeral se llevó a cabo en la iglesia Iglesia católica de San Antonio de Padua en Wilmington (Delaware), el 6 de junio de 2015.
Al funeral de Biden asistieron el entonces presidente Barack Obama, la primera dama Michelle Obama, sus hijas Malia y Sasha, el expresidente Bill Clinton, la ex secretaria de Estado y ex primera dama Hillary Clinton, el exjefe de Estado Mayor del Ejército de EE. UU., el general Ray Odierno, y el entonces líder de la mayoría del Senado, Mitch McConnell. En su funeral, el general Odierno le otorgó el Premio Legión al Mérito, por sus servicios en la guerra de Iraq. El presidente Obama describió a Biden como "un original. Él fue un buen hombre. Hizo en 46 años lo que la mayoría de nosotros no pudo hacer en 146". En su funeral, Chris Martin, cantante principal de la banda Coldplay, de quien Beau había sido fan, interpretó una interpretación en solitario de la canción "Til Kingdom Come".
Beau Biden fue enterrado en St. Joseph on the Brandywine en Greenville (Delaware). Su tumba está cerca de las tumbas de sus abuelos Joe Sr. y Catherine, su madre Neilia y su hermana Naomi.

## Premios póstumos y legado

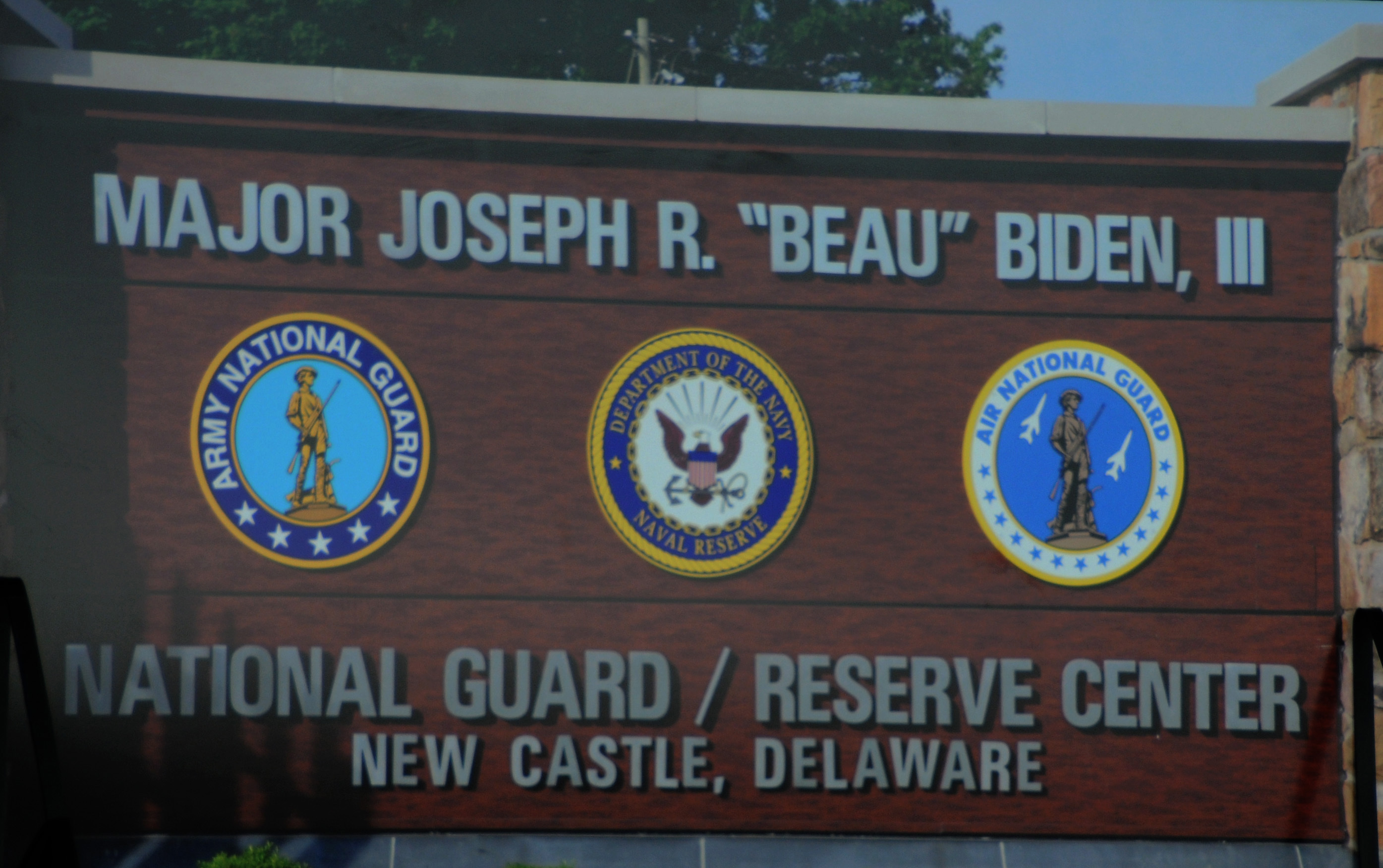
El edificio del cuartel general conjunto de la Guardia Nacional de Delaware en New Castle fue renombrado en honor a Biden después de su muerte.

Después de su muerte, se estableció la Fundación Beau Biden para la Protección de los Niños en su honor. La fundación trabaja para proteger a los niños del abuso, la explotación y la negligencia, y para apoyar a las familias afectadas por estos problemas.
El 4 de noviembre de 2015, Biden recibió póstumamente el Premio al Liderazgo Albert Schweitzer, el más alto honor otorgado por la Hugh O'Brian Youth Leadership Foundation (HOBY), por su servicio a la humanidad. Una parte de la ley 21st Century Cures Act (2016) recibió el nombre de iniciativa Beau Biden Cancer Moonshot en su honor. Se estableció una beca con su nombre en la Facultad de Derecho de la Universidad de Siracusa en 2016.
En agosto de 2016, Joe Biden, su hermana Valerie Biden Owens y su hijo Hunter asistieron a una ceremonia que cambió el nombre de una carretera del sureste de Kosovo a "Joseph R. 'Beau' Biden, III" para honrar la contribución de Beau a Kosovo para formar a sus jueces y fiscales. Ese año, el Centro de Reserva de la Guardia Nacional de Delaware, en New Castle, fue renombrado en su honor. El 14 de noviembre de 2017, Joe Biden publicó una memoria titulada Promise Me, Dad: A Year of Hope, Hardship, and Purpose, donde reflexiona sobre la enfermedad y la muerte de Beau Biden.
El 2 de marzo de 2020, Joe Biden mencionó a Beau en un discurso, comparándolo con el exalcalde de South Bend (Indiana), Pete Buttigieg, después de que este respaldara a Biden para las elecciones presidenciales de 2020.

I don't think I've ever done this before, but [Buttigieg] reminds me of my son, Beau, and I know that may not mean much to most people, but to me, it's the highest compliment I can give any man or woman.
No creo que haya hecho esto antes, pero [Buttigieg] me recuerda a mi hijo, Beau, y sé que puede que no signifique mucho para la mayoría de las personas, pero para mí es el mayor cumplido que puedo hacerle a cualquier hombre o mujer.
Joseph Robinette Biden Jr.

El Centro de Reserva de la Guardia Nacional Mayor Joseph R. "Beau" Biden III, llamado así por Biden, fue el sitio donde Joe Biden pronunció un discurso el día antes de su toma de posesión, donde dijo que "deberíamos presentarlo (a Beau) como presidente".
El 20 de enero de 2021, el día en que su padre prestó juramento como presidente, la banda New Radicals se reunió por primera vez en 22 años para interpretar su exitosa canción de 1998 " You Get What You Give" durante una actuación en la investidura. La canción era una de las favoritas de Beau y en su funeral de 2015, su hermana Ashley recitó la letra en su elogio. La banda había rechazado ofertas para actuar durante los últimos 22 años, pero quería honrar este día y honrar a Beau. "Prometimos que si Joe [Biden] ganaba, nos reuniríamos y tocaríamos nuestra pequeña canción en memoria y en honor del hijo patriota de nuestro nuevo presidente, Beau, y también con la oración de que Joe pueda unir a nuestro país nuevamente con compasión, honestidad y justicia para el cambio”, dijo el cantante Gregg Alexander antes de su actuación.